# Вулиця Сковороди (Хмельницький)
Ву́лиця Сковороди́ починається від транспортної розв'язки за Кам'янецьким переїздом, пролягає паралельно до вул. Кам'янецької, з'єднуючись із нею в районі перехрестя з вул. Купріна.

## Історія
Спочатку була складовою частиною Кам'янецької дороги (від другої половини XIX ст. — вул. Кам'янецька), яка існує з моменту виникнення поселення Плоскирів (XV ст.). Наприкінці XIX ст. ділянку вул. Кам'янецької біля цвинтаря спрямили, а стара частина дороги стала окремою вулицею, яка отримала назву Кам'янецьке шосе. В 1991 р. перейменована на честь Г. Сковороди.

## Установи, медичні заклади
- Сковороди, 10/2 Хмельницьке обласне підприємство по заготівлях і постачанню палива населенню, комунально-побутовим підприємствам і установам «Облпаливо»

- Сковороди, 17 Коледж приватного економічного університету

- Сковороди, 17  Земська лікарня (нині міська інфекційна лікарня)

За Кам'янецьким переїздом, по вул. Г. Сковороди, ліворуч, серед зелені дерев, видніються старі одно — і двоповерхові корпуси обласної інфекційної лікарні. У свій час цей комплекс медичних споруд займала Проскурівська повітова земська лікарня.
Земська медицина на Поділлі почала розвиватися з 1904 р. Медичне обслуговування населення було організовано за дільничним принципом. Його здійснювали два фельдшерських пункти (у Малиничі і Пашківці), акушерський пункт (Пашківці) і земська лікарня в Проскурові.
Тривалий час земська лікарня змушена була розміщатися в орендованих приміщеннях, поки в 1911 р. не завершили будівництво «лікарняного містечка» за Кам'янецьким переїздом. У комплекс увійшли: головний корпус, «заразний» (тобто інфекційний) барак, службовий корпус, квартира лікаря, два «льодовника» (холодні приміщення для збереження медикаментів і тіл померлих), каплиця, станція біологічного очищення води, хлів і вітряний двигун для водопостачання.
Територія лікарні була засаджена плодовими деревами. У лікарні працювали два лікарі, два фельдшери, акушерка, сестра, доглядач, 4 доглядальниці, завгосп і кілька робітників. Завідувачем був лікар-хірург Г. Меленевський. Усього в проскурівській земській лікарні було 40 штатних ліжок і за рік обслуговувалося біля півтори тисячі стаціонарних хворих. До того ж амбулаторію щодня відвідувало в середньому до 35 осіб. Відзначимо, що всі послуги в лікарні надавалися безкоштовно.
- Сковороди, 17/3  Хмельницький обласний центр профілактики та боротьби зі СНІДом

- Сковороди, 29Хмельницька обласна станція переливання крові

- Сковороди, 31Дитячий навчально-виховний заклад № 21 «Ластівка»